# يوليوس رودولف تيودور فوجل
يوليوس رودولف تيودور فوجل (بالألمانية: Julius Rudolph Theodor Vogel)‏ (و. 1812 – 1841 م) هو عالم نبات، وأستاذ جامعي من ألمانيا . ولد في برلين .

## مناصب وهيئات
أدار جامعة بون، وجامعة هومبولت في برلين.